# Том Паркер
Томас Роберт Паркер (англ. Thomas Robert Parker, нар. 19 листопада 1897, Вулстон — пом. 1 листопада 1987, Саутгемптон) — англійський футболіст, що виступав на позиції правого захисника. Після завершення кар'єри гравця — футбольний тренер. Найбільш відомий виступами за лондонський «Арсенал» і «Саутгемптон». Як тренер —  по роботі у «Саутгемптоні» та «Норвіч Сіті».

## Клубна кар'єра

### «Саутгемптон»
Наровся у Вулстоні, передмісті Саутгемптона. Паркер починав свої виступи у складі місцевих аматорських команд, таких як «Шолінг Рейнджерс» і «Шолінг Атлетік», після чого приєднався до «Саутгемптона», який грав у Південній лізі, третій за значущістю у країні, у 1918 році, незадовго до закінчення Першої світової війни. У своєму першому сезоні за «святих» він грав у Військовій лізі та брав участь у товариських матчах, загалом провівши 39 матчів та забивши 12 голів (10 з яких з пенальті), що зробило його другим найкращим бомбардиром клубу у сезоні після Білла Роулінгса. У 1919 році, після закінчення бойових дій, професійний футбол відновився, і протягом наступних семи сезонів Паркер був практично незмінним гравцем основи, утворивши з Фредом Тітмуссом сильну захисну ланку.
Паркер вважався гравцем, який ніколи не вирізнявся особливою швидкістю, проте у нього було чудове почуття позиції, що компенсувало той недолік. 
Разом з клубом дійшов до півфіналу Кубка Англії у 1925 році, але у півфінальному матчі на «Стемфорд Бридж» проти «Шеффілд Юнайтед» 28 березня 1925 року Паркер спочатку забив автогол, а потім «Саутгемптон» пропустив вдруге через помилки Паркера та голкіпера Томмі Аллена. На довершення Том не реалізував пенальті, влучивши у воротаря.
Згодом послугами Паркера зацікавилися сильніші клуби. Спочатку керівництво не хотіло відпускати гравця, але так як «Саутгемптону» були потрібні кошти для придбання стадіону «Делл», навесні 1926 року все-таки прийняло пропозицію в 3250 фунтів стерлінгів від «Арсеналу», який тоді очолював Герберт Чепмен. Загалом Паркер зіграв за «Саутгемптон» 275 матчів, у яких забив 12 голів (без урахування матчів під час війни).

### «Арсенал»
Дебютував у «Арсеналі» проти «Блекберн Роверз» 3 квітня 1926 року. Цей матч дав початок клубному рекорду Паркера, який надалі зіграє 172 матчі підряд за першу команду «Арсеналу». Том незабаром став капітаном «Арсеналу» і привів клуб до першого фіналу Кубка у сезоні 1926–27, в якому вони програли «Кардіфф Сіті» з рахунком 1:0. В сезоні 1929–30 «Арсенал» одержав перемогу над «Гаддерсфілд Таун» у фіналі Кубка Англії з рахунком 2:0, вперше завоювавши цей трофей для «канонірів». Потім він взяв участь у перемозі «Арсенала» над «Шеффілд Венсдей» з рахунком 2:1 у матчі за Суперкубок Англії у жовтні 1930 року.
Надалі разом з клубом переміг у чемпіонаті 1930–31 років, а також вийшов до фіналу Кубка Англії 1931–32 років, який вони програли з рахунком 2:1 «Ньюкаслу». Протягом усього цього часу Паркер був майже незмінним гравцем основи, пропустивши лише шість ігор чемпіонату за сім сезонів у клубі. На початку сезону 1932–33 років його замінив правий захисник Джордж Мейл. Востаннє він вийшов на поле у футболці «Арсеналу» 8 жовтня 1932 року у матчі проти «Дербі Каунті». В 1933 році покинув клуб, сумарно зігравши у 294 матчах та відзначившись 17 голами.

## Тренерська кар'єра

### «Норвіч»
У 1933 році Томас почав тренерську кар'єру у «Норвічі», в першому ж сезоні вигравши південний третій дивізіон у 1933–34 роках і вивівши команду до другого дивізіону.

### «Саутгемптон»
У березні 1937 року Паркер повернувся до «Саутгемптона», змінивши Джорджа Госса на посаді головного тренера команди. Перед колишнім гравець «святих» постало завдання вивесту команду у Перший дивізіон Футбольної ліги. Протягом двох сезонів він витратив 9 000 фунтів стерлінгів на нових гравців, придбавши вінгерів Гаррі Османа і Біллі Бівіса, голкіпера Сема Уорхерста і центрального нападника Білла Доджіна. Але найважливішим підписанням був Тед Бейтс з «Норвіча», який мав допомогти команді у завойюванні путівки до Першого дивізіону.
До 1939 року Паркер працював тренером, але незабаром втрутилася Друга світова війна, яка зупинила чемпіонат країни. Паркер продовжував очолювати клуб протягом перших років війни, проте у червні 1943 року, після сварки з керівництвом «святих», він залишив свою посаду, пішовши працювати в компанію «Лондонський Ллойдс» інспектором суден у доках Саутгемптона.

### «Норвіч» (другий прихід)
У 1955 році Паркер повернувся до тренерської кар'єри, вдруге очоливши «Норвіч», проте за два сезони не зміг показати гарний результат, а команда постійно боролася за виживання, тому у 1957 році він пішов з посади головного тренера. Більше він не тренував, фактично, завершивши тренерську кар'єру у 1957 році.

## Міжнародна кар'єра
21 травня 1925 року взяв участь у товариському матчі проти збірної Франції. Після цього за збірну Англії не грав, програючи конкуренцію Рою Гудоллу та Тому Куперу.

## Життя після футболу
Паркер повернувся до роботи інспектора суден, поки не вийшов на пенсію в 1962 році. Незабаром після виходу на пенсію його колишній гравець, Тед Бейтс, який на той час вже був тренером «Саутгемптона», запросив його на посаду скаута. Паркер погодився, а трохи згодом очолив скаутський відділ клубу. Остаточно пішов на пенсію у 1975 році. Помер у віці 89 років у 1987 році.

## Досягнення

### Як гравця
«Саутгемптон»
- Чемпіон Третій дивізіон Футбольної ліги (Південь) (1): 1921–22[7]

«Арсенал»
- Чемпіон Англії (2): 1930–31, 1932–33[2][8]
- Володар Кубка Англії (1): 1929–30[2][8]
- Фіналіст Кубка Англії (1): 1926–27 [2][8]
- Володар Суперкубку Англії (2): 1930, 1931[2][8]

### Як тренера
«Норвіч Сіті»
- Чемпіон Третій дивізіон Футбольної ліги (Південь) (1): 1933–34[7]